# Evagrie Ponticul
Evagrie Ponticul (în greacă Εὐάγριος ὁ Ποντικός, transliterat: Evagrios o Pontikos; n. 345 d.Hr., Ibora⁠(d), Provincia Tokat, Turcia – d. 399 d.Hr., Wadi El Natrun (Scetis)⁠(d), guvernoratul Beheira, Egipt) a fost un călugăr creștin și ascet din Heraclea Pontica, un oraș de pe coasta Bitiniei din Asia Mică. A fost unul dintre cei mai influenți teologi ai bisericii de la sfârșitul secolului al IV-lea, era bine cunoscut ca gânditor, vorbitor cultivat și scriitor talentat. A lăsat o carieră ecleziastică promițătoare la Constantinopol și a călătorit la Ierusalim, unde în 383 d.Hr. a devenit călugăr la mănăstirea întemeiată de Rufin din Aquileea și Melania cea Bătrână. Apoi a mers în Egipt și și-a petrecut ultimii ani ai vieții în Nitria (pustiul sau muntele Nitriei) și Kellia (Chiliile – unul din principalele centre monastice ortodoxe începând cu secolul al IV-lea), ani marcați de asceză și scris. A fost un discipol al mai multor lideri influenți ai bisericii contemporane lui, inclusiv Vasile cel Mare, Grigore de Nazianz și Macarie Egipteanul. El a fost un profesor al multor altora, inclusiv al lui Ioan Cassian și Paladie din Galatia.

## Prolog
Evgarie Ponticul a fost o „vocație tardivă” ca mulți monahi ai epocii în care a trăit și nu a intrat în viața mănăstirească având un scop juvenil. A fost un grec cu o cultură rafinată și așa cum el singur a mărturisit a fost surghiunit în pustiu mai degrabă de împrejurările vieții. Destinul pe care l-a avut a lăsat consecințe pentru că viața sa în pustiu nu a fost ușor de urmat. A rezistat tuturor ispitelor de întoarcere la viața lumească, chiar și atunci când i s-a oferit, de către patriarhul Teofil al Alexandriei, oportunitatea de a prelua scaunul de episcop din Tmuis. Evagrie a fugit de această onoare și s-a refugiat pentru o vreme în Palestina, probabil la prietenii săi, Melania cea Bătrână și Rufin din Aquileea.
A avut un spirit speculativ care s-a dezvoltat în cei paisprezece ani pe care i-a petrecut, datorită unei necesități existențiale, în comunitatea monahală din Chiliile ( Kellia ). Aici a experimentat o sinteză a monahismului practic și a teologiei, care a devenit clasică cu trecerea timpului. Există nenumărate scrieri ascetice care stau mărturie luptei pe care a purtat-o în toată viața lui. Acestea sunt destinate cu precădere monahilor anahoreți sau chinoviților. El s-a dovedit a fi un gânditor înzestrat cu o mare sensibilitate psihologică, dar și extrem de rafinată și analitică. Mulțimea de texte pe care le-a lăsat stau mărturie, oferind o imagine exactă cu privire la această latură a personalității sale.
Evagrie Ponticul este cu adevărat „părintele literaturii noastre duhovnicești”, atât în Răsăritul Europei cât și în Apus datorită lui Ioan Casian. Unele din scrierile sale relevă un efort constant de a uni practica ascezei monastice tradiționale ( praktike ) cu viața contemplativă ( theoretike ). Meritul lui Evagrie Ponticul a fost să dea vieții contemplative un fundament evanghelic solid, ce lipsește „spiritualilor”, dar și practicii ascezei o orientare autentică mistică și teologică. În acest fel realizându-se o salvare de la tentația unui simplu fachirism.

## Încadrare în epocă – Monahismul timpuriu
Monahismul timpuriu a produs o serie de figuri emblematice și originale numite Părinții deșertului, prima și cea mai cunoscută din ele fiind Antonie cel Mare, cel prin intermediul căruia a fost cunoscut pentru întâia oară monahismul egiptean. Așa au fost Ammun Nitriotul, Macarie cel Mare, Macarie Alexandrinul și mulți alții.

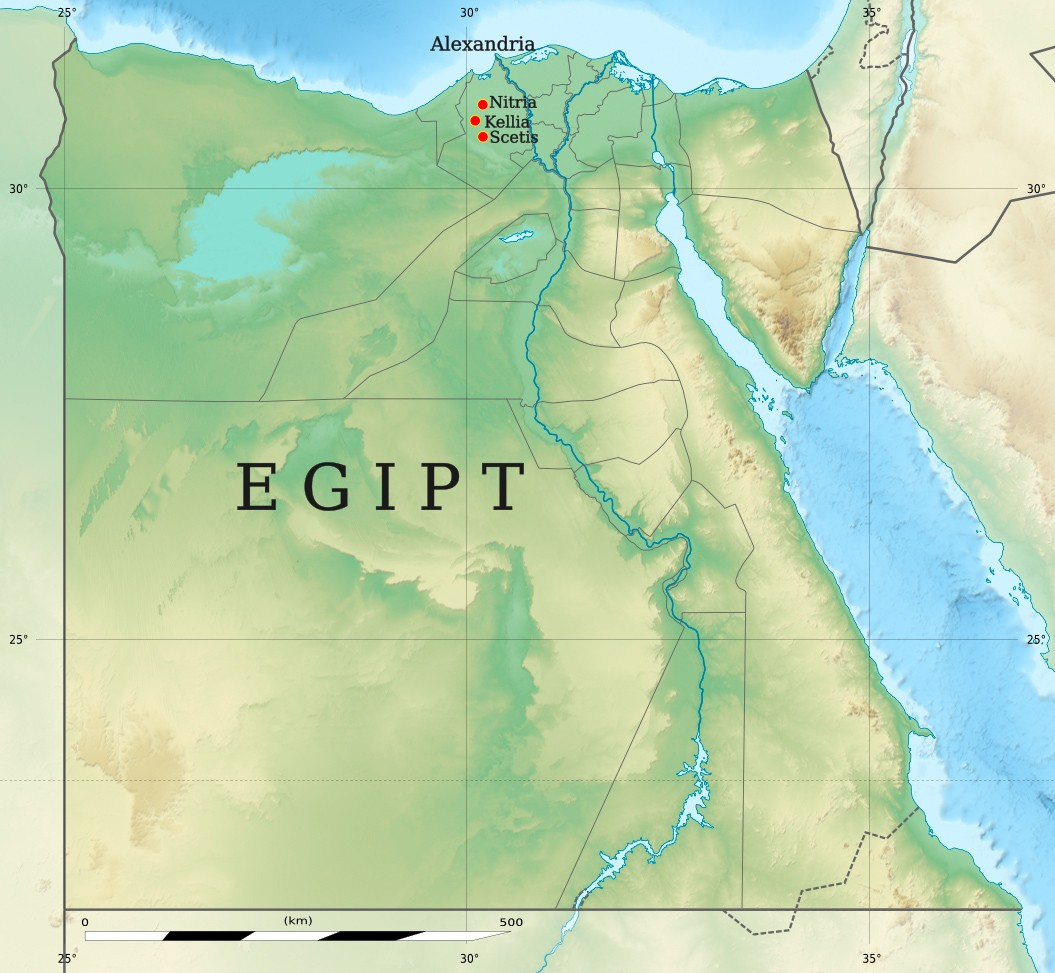
Kellia, Scetis și Nitria se află în Egiptul de Jos (astăzi în partea de nord a Egiptului)

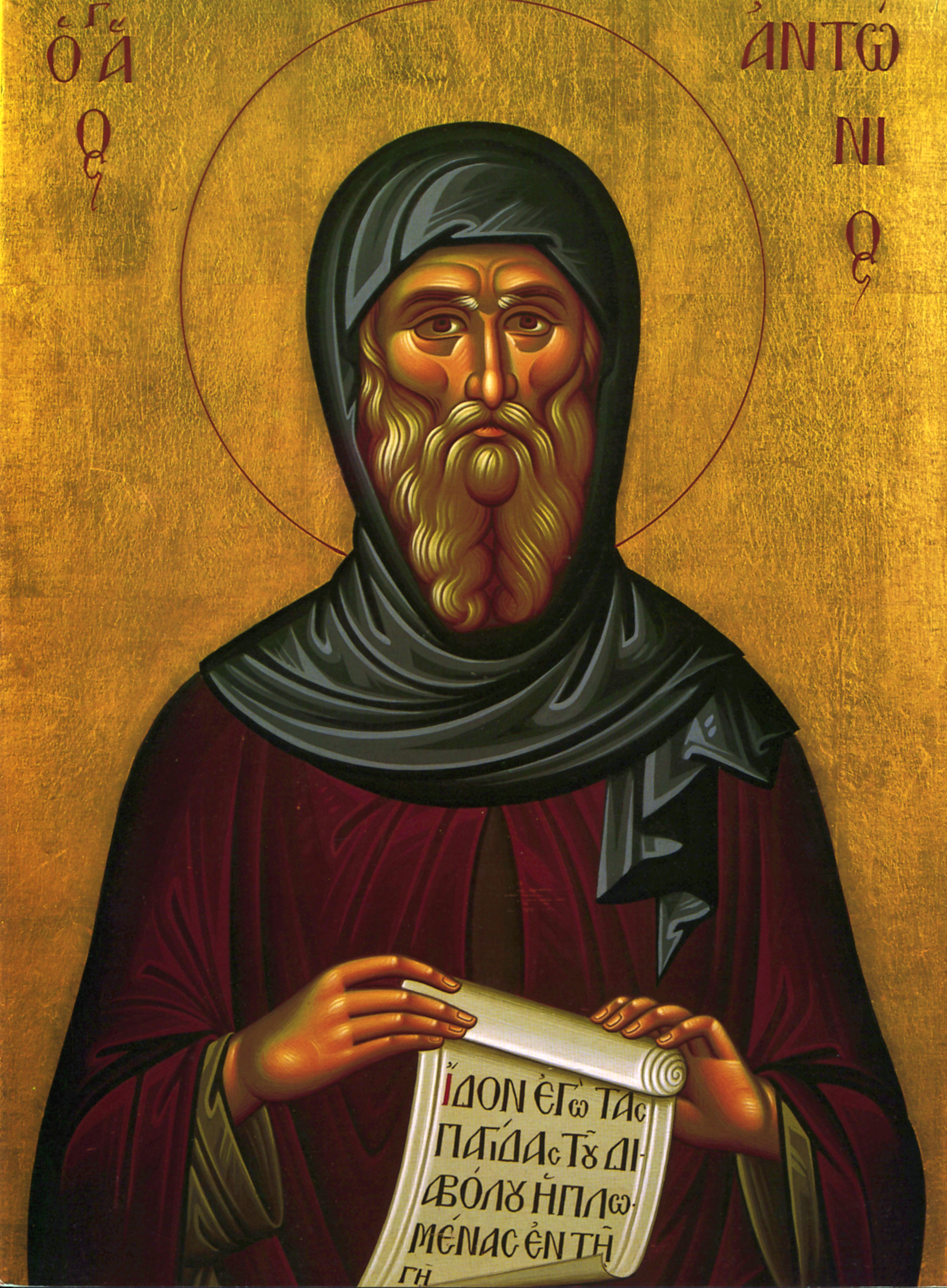
O icoană înfățișând pe Antonie cel Mare, părintele monahismului

Antonie este uneori considerat primul călugăr și cel care a pus bazele pustniciei solitare în deșert, dar au mai fost și alții înaintea lui. Existau deja pustnici asceți (Therapeutae), iar comunitățile cenobitice slab organizate au fost descrise de filozoful evreu Philon din Alexandria în secolul I d.Hr. ca fiind stabilite de mult în mediul aspru al Lacului Mareotis și în alte regiuni mai puțin accesibile. Philon a considerat că „această clasă de persoane poate fi întâlnită în multe locuri, pentru că atât Grecia, cât și țările barbare vor să se bucure de tot ce este perfect bun”. Asceții creștini precum Tecla de Ikonion s-au retras, de asemenea, în locuri izolate de la periferia orașelor. Antonie este remarcabil pentru că a decis să depășească această tradiție și a plecat la propriu în deșert. El a plecat în deșertul alcalin nitrian (mai târziu locația renumitelor mănăstiri Nitria, Kellia și Scetis (Wadi El Natrun) pe marginea Deșertului Libian, la aproximativ 95 km vest de Alexandria. A rămas acolo timp de 13 ani.
Antonie nu a fost primul ascet sau pustnic, dar el poate fi numit în mod corespunzător „Părintele monahismului” în creștinism, întrucât și-a organizat ucenicii într-o comunitate și mai târziu, în urma răspândirii hagiografiei lui Atanasie din Alexandria, a fost un model pentru comunitățile similare din Egipt și din alte părți. Macarie cel Mare a fost un discipol al lui Antonie și a fondat mai târziu o comunitate monahală în deșertul scetic.
Când a fost botezat, Macarie Alexandrinul a plecat în deșert la vârsta de 40 de ani. După câțiva ani de viață ascetică, a fost hirotonit preot și numit prior al unei mănăstiri cunoscute sub numele de „Kellii” sau „chilii” din deșertul egiptean, între muntele Nitria și un schit în care locuiau în tăcere pustnici monahali, fiecare în propria sa chilie. În jurul anului 335, Macarie Alexandrinul s-a retras să trăiască singur ca pustnic în deșertul El Natrun.
Evagrie Ponticul face parte din acești „Părinți ai pustiei”, el aparținând cronologic celei de a treia generații a marilor pustnici ai creștinismului din care a făcut parte și Macarie cel Mare, care-l cunoscuse pe Antonie și care a fost cel care l-a introdus pe Evagrie în viața monahală. Din aceste motive, Evagrie a avut parte deja de o tradiție într-ale monahismului, una nefalsificată și extrem de pură. Pe lângă Macarie cel Mare, l-a cunoscut și pe Macarie Alexandrinul. În afară de toți acești monahi care i-au influențat viața și opera, Evagrie a fost o personalitate de prim rang, monah și teolog deopotrivă, dar și un scriitor neobișnuit de fecund.

## Surse istorice de informare

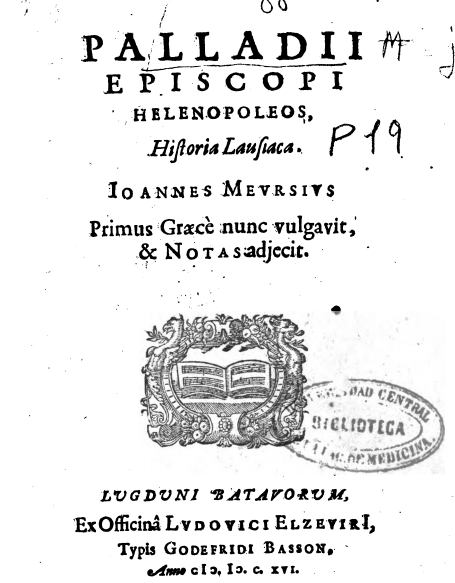
Lavsaicon — pagina de titlu a primei ediții în limba greacă veche. Cartea a fost publicată de Johannes Meursius la Leiden în 1616

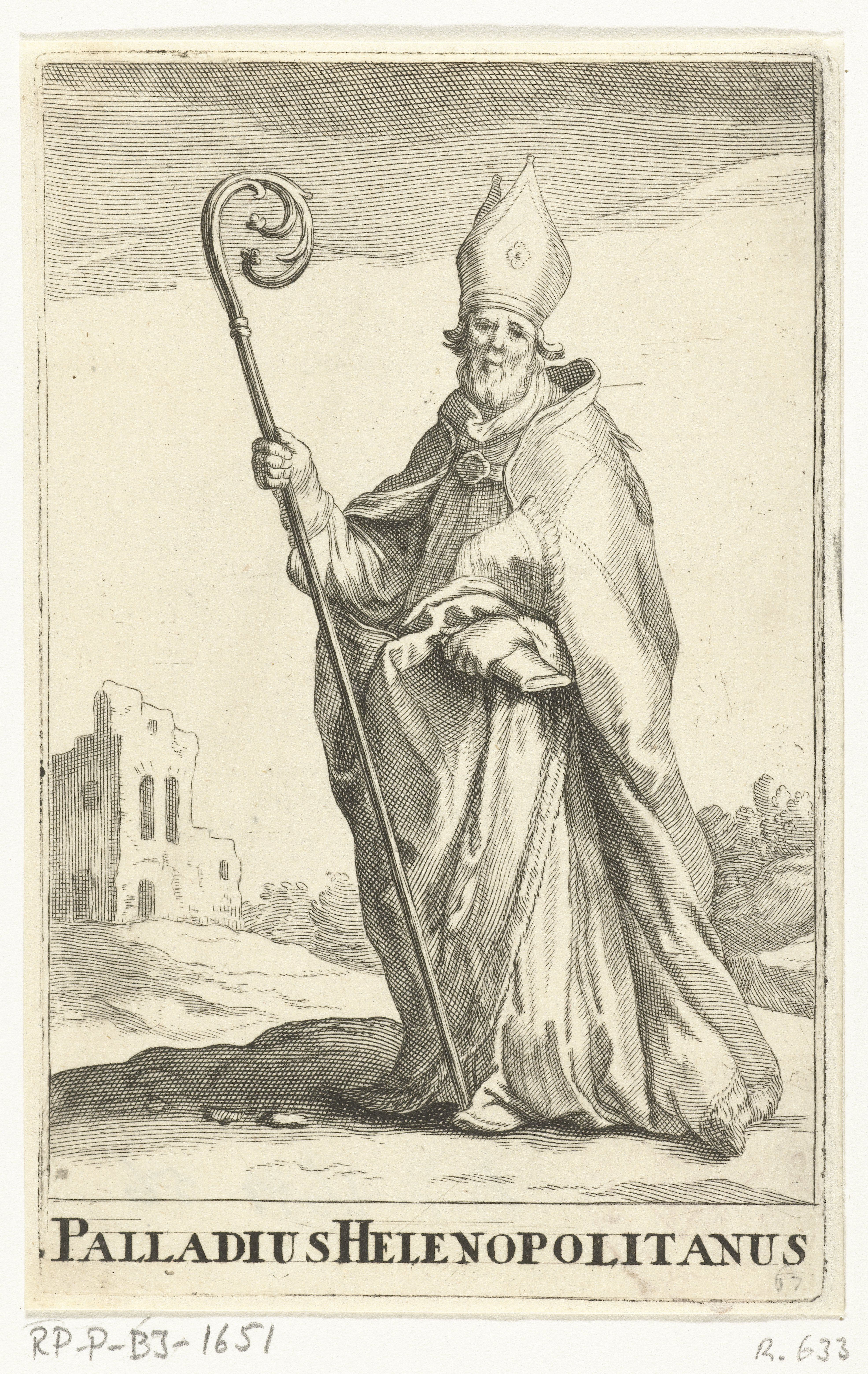
Paladie din Galatia – gravură pe hârtie de Abraham Bloemaert

## Biografie

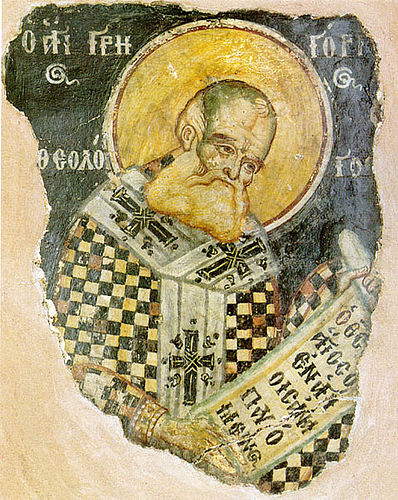
Grigore din Nazianz, pictură murală din Mănăstirea Simonos Petras de pe Muntele Atos

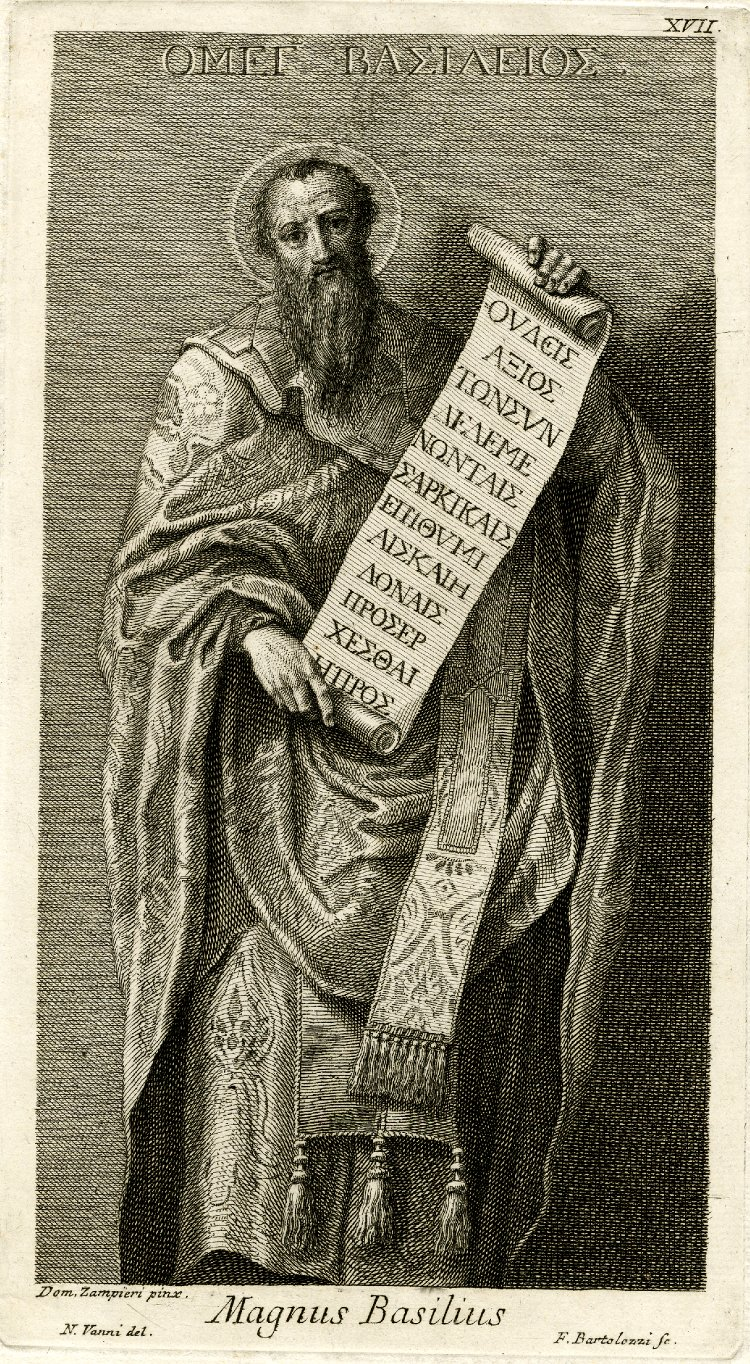
Vasile cel Mare, de Francesco Bartolozzi după Domenico Zampieri.

## Evagrie și viața în pustiul Egiptului

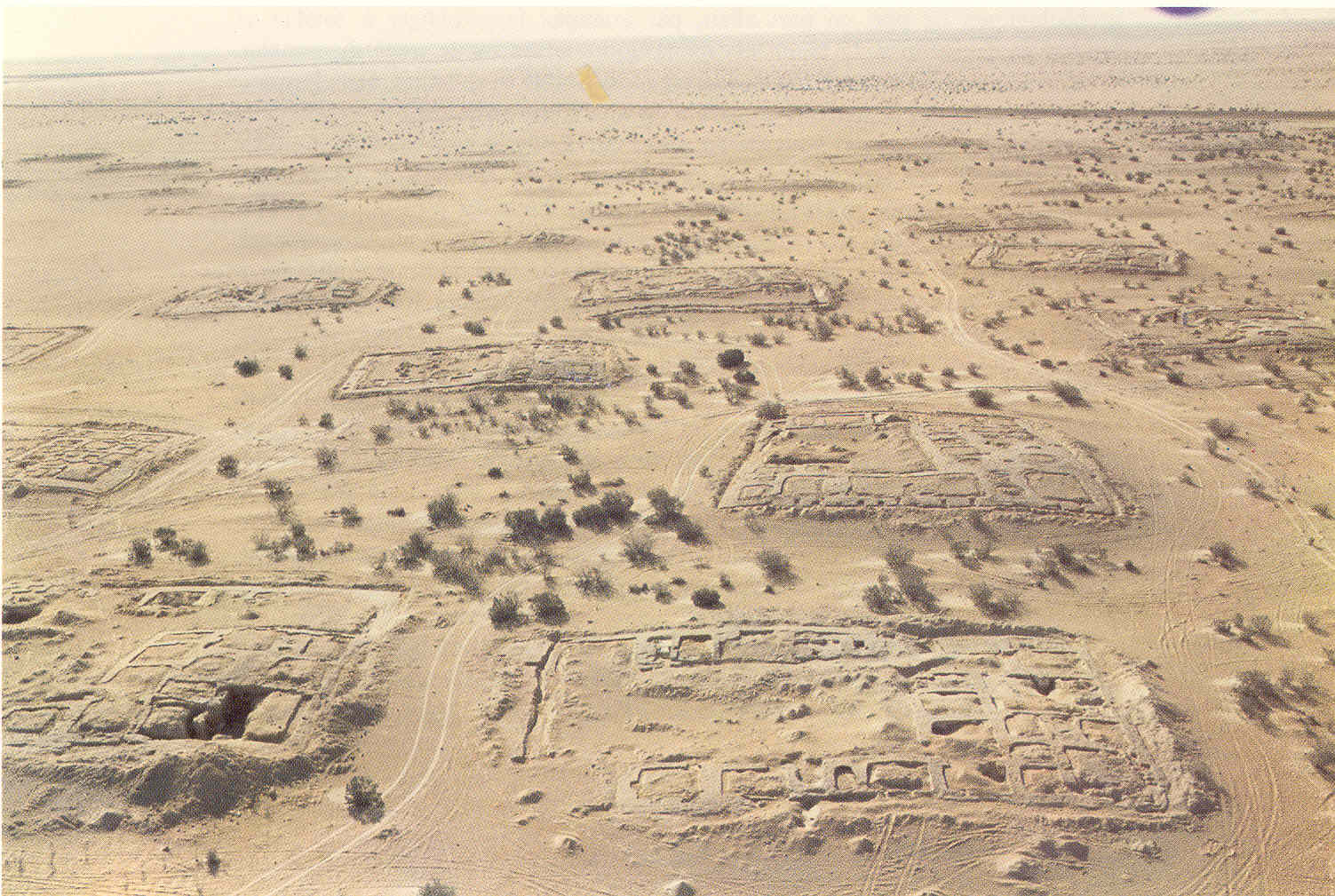
Situl arheologic de la Chiliile (Kellia), Egipt